# Черниш Дмитро Валерійович
Дмитро Валерійович Черниш (нар. 1 квітня 1998, Кривий Ріг, Україна) — український футболіст, воротар.

## Життєпис
Народився в Кривому Розі. Вихованець місцевого «Шахтаря», у футболці якого з 2011 по 2015 рік виступав у ДЮФЛУ. Під час зимової перерви сезону 2015/16 років приєднався до «Гірника». Проте в першій команді криворожан не грав, натомість захищав кольори другої команди, яка виступала в чемпіонаті Дніпропетровської області (9 матчів). У сезоні 2016/17 років перебував у заявці «Олександрії» та «Полтави», але в жодному з вище вказаних клубів не грав.
На початку липня 2017 року вільним агентом приєднався до «Інгульця-2». У футболці петрівського клубу дебютував 14 серпня 2018 року в програному (0:5) виїзному поєдинку 6-го туру групи «Б» Другої ліги України проти одеського «Реал Фарма». Денис вийшов на поле на 54-й хвилині замість Владислава Рослякова, оскільки основний воротар Максим Гурідов на 50-й хвилині отримав другу жовту картку й був видалений. Цей поєдинок виявився для Дмитра єдиним у футболці «Інгульця-2».
Напикінці березня 2018 року став гравцем «Гірника». У футболці криворізького клубу дебютував 18 серпня 2018 року в програному (0:2) виїзному поєдинку 5-го туру групи Б Другої ліги України проти новокаховської «Енергії». Черниш вийшов на поле в стартовому складі та відіграв увесь матч. У «Гірнику» основним гавцем так і не став, за два сезони в чемпіонатах України провів 15 матчів. Після ребрендингу криворізького клубу, на «Кривбас», став одним з гравців, які увійшли до оновленої команди. У футболці криворізькому клубі дебютував 17 жовтня 2020 року в переможному (4:2) виїзному поєдинку 7-го туру групи «Б» Другої ліги України проти новокаховської «Енергії». Дмитро вийшов на поле в стартовому складі та відіграв увесь матч. Цей матч виявився єдиним у футболці «Кривбасу».
У середині серпня 2021 року відправився в оренду до «Любомира». У футболці ставищенського клубу дебютував 14 серпня 2021 року в переможному (1:0) домашньому поєдинку 4-го туру групи «А» Лругої ліги України проти дунаївецького «Епіцентру». Дмитро вийшов на поле в стартовому складі та відіграв увесь матч. У першій половині сезону 2021/22 років провів 14 поєдинків. На початку 2022 року повернувся до «Кривбасу», який через півроку залишив вільним агентом.